# Comté d'Allendale
Le comté d'Allendale est l’un des 46 comtés de l’État de Caroline du Sud, aux États-Unis. Il a été fondé en 1919. Son siège est la ville d'Allendale. Selon le recensement de 2020, la population du comté est de 8 039 habitants.

## Géographie
Le comté a une superficie de 1 069 km², dont 1 057 km² est de terre. 

## Démographie
| 1920   | 1930   | 1940   | 1950   | 1960   | 1970  |
| ------ | ------ | ------ | ------ | ------ | ----- |
| 16 098 | 13 294 | 13 040 | 11 773 | 11 362 | 9 692 |

| 1980   | 1990   | 2000   | 2010   | - | - |
| ------ | ------ | ------ | ------ | - | - |
| 10 700 | 11 722 | 11 211 | 10 419 | - | - |